# II Troféu Eixo Atlântico
O II Troféu Eixo Atlântico foi uma competição de hóquei em patins de escalão sub-16 (iniciados) disputada nos dias 7 e 8 de dezembro na cidade da Corunha. Foram convidados todos os municípios que fazem parte do Eixo Atlântico, tendo sido confirmada a presença de 12 equipas que os representaram. As partidas foram disputadas no Palácio dos Desportos do Riazor e no Polidesportivo de Monte Alto.
A edição anterior foi vencida pelo OC Barcelos, que bateu na final a FC Porto/Dragon Force por 4-2. No 3.º e 4.º lugar ficaram AD Valongo e ED Viana, respetivamente.
A equipa minhota do HC Braga venceu a edição de 2013 após derrotar na final, nas grandes penalidades a formação portuguesa do FC Porto/Dragon Force por 4-3.
No terceiro lugar ficou a AD Penafiel que venceu a ED Viana por 9-8 também nas grandes penalidades.

## Grupo A
| Seleções      | Pts | J | V | E | D | GM | GS | DG  |
| ------------- | --- | - | - | - | - | -- | -- | --- |
| FC Porto      | 6   | 2 | 2 | 0 | 0 | 26 | 3  | +23 |
| HC Liceo      | 3   | 2 | 1 | 0 | 1 | 11 | 14 | -3  |
| Traviessas HC | 0   | 2 | 0 | 0 | 2 | 5  | 25 | -20 |

|               | POR | LIC  | TRA  |
| ------------- | --- | ---- | ---- |
| FC Porto      |     | 11-1 | 15-2 |
| HC Liceo      |     |      | 10-3 |
| Traviessas HC |     |      |      |

## Grupo B
| Seleções           | Pts | J | V | E | D | GM | GS | DG  |
| ------------------ | --- | - | - | - | - | -- | -- | --- |
| AD Penafiel        | 6   | 2 | 2 | 0 | 0 | 13 | 3  | +10 |
| Companhia de Maria | 3   | 2 | 1 | 0 | 1 | 6  | 10 | -4  |
| Riba d'Ave HC      | 0   | 2 | 0 | 0 | 2 | 0  | 6  | -6  |

|                    | PEN | MAR  | RIB    |
| ------------------ | --- | ---- | ------ |
| AD Penafiel        |     | 10-3 | 3-0[1] |
| Companhia de Maria |     |      | 3-0[1] |
| Riba d'Ave HC      |     |      |        |

↑  O Riba d'Ave apresentou uma equipa cuja idade dos jogadores não respeitava o regulamento, tendo sido punida com derrotas por 3-0 em todos os jogos.

## Grupo C
| Seleções           | Pts | J | V | E | D | GM | GS | DG  |
| ------------------ | --- | - | - | - | - | -- | -- | --- |
| HC Braga           | 6   | 2 | 0 | 0 | 0 | 19 | 2  | +17 |
| Sta. Maria del Mar | 3   | 2 | 1 | 0 | 1 | 4  | 11 | -7  |
| CH Compostela      | 0   | 2 | 0 | 0 | 2 | 3  | 12 | -9  |

|                    | BRA | MAR  | COM |
| ------------------ | --- | ---- | --- |
| HC Braga           |     | 10-2 | 9-0 |
| Sta. Maria del Mar |     |      | 2-1 |
| CH Compostela      |     |      |     |

## Grupo D
| Seleções     | Pts | J | V | E | D | GM | GS | DG  |
| ------------ | --- | - | - | - | - | -- | -- | --- |
| ED Viana     | 0   | 2 | 0 | 0 | 2 | 10 | 3  | +7  |
| ADB Campo    | 0   | 2 | 1 | 0 | 1 | 7  | 4  | +3  |
| AA Dominicos | 0   | 2 | 0 | 0 | 2 | 0  | 10 | -10 |

|              | VIA | ADB | DOM |
| ------------ | --- | --- | --- |
| ED Viana     |     | 4-3 | 6-0 |
| ADB Campo    |     |     | 4-0 |
| AA Dominicos |     |     |     |

## Fase a eliminar

### Apuramento de Campeão
|  | Semifinais       | Semifinais       |     |                  | Final            | Final |  |
|  |                  |                  |     |                  |                  |       |  |
|  | 7 Dezembro 20:00 |                  |     |                  |                  |       |  |
|  | FC Porto         | 3                |     |                  |                  |       |  |
|  | AD Penafiel      | 0                |     |                  |                  |       |  |
|  |                  |                  |     |                  |                  |       |  |
|  |                  |                  |     |                  | 8 Dezembro 17:30 |       |  |
|  |                  |                  |     |                  | FC Porto         | 3 G   |  |
|  |                  | HC Braga         | 4 P |                  |                  |       |  |
|  |                  |                  |     |                  |                  |       |  |
|  |                  |                  |     |                  |                  |       |  |
|  |                  |                  |     |                  | Terceiro lugar   |       |  |
|  | 7 Dezembro 19:00 | 7 Dezembro 19:00 |     | 8 Dezembro 16:30 | 8 Dezembro 16:30 |       |  |
|  | HC Braga         | 9                |     | AD Penafiel      | 9 G              |       |  |
|  | ED Viana         | 4                |     |                  | ED Viana         | 8 P   |  |

### 5º - 8º Lugar
|  | Semifinais         | Semifinais       |    |                    | Final              | Final |  |
|  |                    |                  |    |                    |                    |       |  |
|  | 7 Dezembro 19:00   |                  |    |                    |                    |       |  |
|  | HC Liceo           | 3                |    |                    |                    |       |  |
|  | Companhia de Maria | 2                |    |                    |                    |       |  |
|  |                    |                  |    |                    |                    |       |  |
|  |                    |                  |    |                    | 8 Dezembro 13:00   |       |  |
|  |                    |                  |    |                    | HC Liceo           | 1     |  |
|  |                    | ADB Campo        | 13 |                    |                    |       |  |
|  |                    |                  |    |                    |                    |       |  |
|  |                    |                  |    |                    |                    |       |  |
|  |                    |                  |    |                    | Terceiro lugar     |       |  |
|  | 7 Dezembro 18:00   | 7 Dezembro 18:00 |    | 8 Dezembro 12:00   | 8 Dezembro 12:00   |       |  |
|  | Sta. Maria del Mar | 1                |    | Companhia de Maria | 4                  |       |  |
|  | ADB Campo          | 10               |    |                    | Sta. Maria del Mar | 3     |  |

### 9º - 12º Lugar
|  | Semifinais       | Semifinais       |     |                  | Final            | Final |  |
|  |                  |                  |     |                  |                  |       |  |
|  | 7 Dezembro 18:00 |                  |     |                  |                  |       |  |
|  | Traviessas HC    | 3                |     |                  |                  |       |  |
|  | Riba d'Ave HC    | 0                |     |                  |                  |       |  |
|  |                  |                  |     |                  |                  |       |  |
|  |                  |                  |     |                  | 8 Dezembro 11:00 |       |  |
|  |                  |                  |     |                  | Traviessas HC    | 5 G   |  |
|  |                  | CH Compostela    | 3 P |                  |                  |       |  |
|  |                  |                  |     |                  |                  |       |  |
|  |                  |                  |     |                  |                  |       |  |
|  |                  |                  |     |                  | Terceiro lugar   |       |  |
|  | 7 Dezembro 17:00 | 7 Dezembro 17:00 |     | 8 Dezembro 10:00 | 8 Dezembro 10:00 |       |  |
|  | CH Compostela    | 5                |     | Riba d'Ave HC    | 0                |       |  |
|  | AA Dominicos     | 4                |     |                  | AA Dominicos     | 3     |  |